# De schildwacht
De schildwacht is een schilderij van Carel Fabritius uit 1654. Hij schilderde het in Delft, kort voor zijn dood ten gevolge van de kruithuisramp op 12 oktober.

## Voorstelling
Op het eerste gezicht lijkt het een simpel genretafereel, maar bij nadere beschouwing roept het schilderij allerlei vragen op. Een schildwacht is tijdens het laden van zijn geweer in slaap gedommeld. Achter hem bevindt zich een raadselachtige assemblage van een zuil zonder functie, een trap die nergens heen leidt en een half reliëf van de Heilige Antonius met zijn varken dat is aangebracht op een bouwwerk dat lijkt op een kruising tussen een stadspoort en een brug over een drooggevallen gracht. Achter de poort-brug is nog net het onderlijf van een man met degen te zien. Dit laatste detail werd later kennelijk zo vreemd gevonden dat het in de achttiende eeuw is weggeretoucheerd. De figuur kwam pas tijdens de restauratie in 2004-2005 weer tevoorschijn.
Er zijn veel pogingen gedaan om een diepere bedoeling achter de voorstelling te ontdekken. Het schilderij zou zinspelen op de verslapte waakzaamheid na de Vrede van Münster in 1648, of de Heilige Antonius zou een verwijzing zijn naar de vlijt waar de schildwacht geen blijk van geeft. Hiermee samenhangend is de simpelste en waarschijnlijkste uitleg dat het een mild moralistisch-satirische voorstelling is van de Luiheid: de schildwacht verzaakt zijn plicht, terwijl de vijand (?) de stad in sluipt. Hij is hiermee de mannelijke tegenhanger van de slapende of flirtende dienstmeiden van Nicolaes Maes. Volgens een andere interpretatie slaapt de soldaat helemaal niet en is hij juist zo geconcentreerd bezig dat hij niet merkt wat er om hem heen gebeurt.

## Techniek
Fabritius heeft dit schilderij misschien wel vooral bedoeld als een demonstratie van zijn meesterschap "in matery van perspectiven alsmede natuyrlijk coloreren", zoals de Delftse stadshistoricus Van Bleyswijck het omschreef. Het opvallende is in dat geval dat deze meester van licht en perspectief juist tegen de regels hiervan heeft gezondigd, kennelijk met opzet, want de weglopende perspectieflijnen en de slagschaduwen die verschillende kanten op vallen of (zoals bij de zuil) juist afwezig zijn, versterken de vreemde, irreële, droomachtige sfeer alleen maar.
Deze tour de force in kleur en architectuur zal Fabritius geschilderd hebben voor een liefhebber die het schilderij op zijn artistieke waarde wist te schatten. Hij zette hiermee een trend die niet veel later de verstilde meesterwerken van Johannes Vermeer zou opleveren.
De tekenachtige techniek van het reliëf van de Heilige Antonius is door Peter Schatborn gebruikt als argument om een aantal tekeningen uit Rembrandts atelier aan Fabritius toe te schrijven.

## Herkomst
Misschien is dit het "stuck schilderije gedaen door Fabritius, afbeeldende een jager" dat zich in 1677 in brouwerij De Werelt in Leiden bevond.
Vermoedelijk na 1752 is het schilderij in het bezit gekomen van de hertog van Mecklenburg-Schwerin. In 1807 werd het door Napoleon als oorlogsbuit meegenomen en tentoongesteld in het Musée Napoléon (Louvre) in Parijs. Bij deze gelegenheid werd het schoongemaakt en kwam de signatuur van Fabritius tevoorschijn. Dit betekende het begin van de herontdekking van zijn werk. 
Na de Slag bij Waterloo in 1815 keerde het schilderij terug naar Schwerin. In 1919 kwam het in bezit van de Vrijstaat Mecklenburg-Schwerin.